# 라오스 북한이탈주민 청소년 강제북송사건
라오스 북한이탈주민 청소년 강제북송사건은 북한이탈주민 어민이 조선민주주의인민공화국을 탈북하여 중화인민공화국을 거쳐 라오스에서 선교사와 머무르던 청소년 9명을 라오스 정부가 조선민주주의인민공화국의 외교관에게 인도하여 북한으로 송치한 사건이다.
탈북청소년들은 5월 27일 중화인민공화국에 도착한 다음 28일 조선민주주의인민공화국으로 강제 송환된 것으로 알려졌다.

## 논란
라오스 정부는 청소년의 정치적 망명을 인정할 수 없다는 뜻을 밝혔다. 특히 인신매매라는 입장을 보였다. 북한인권개선모임은 수전 숄티 대표가 중국에서부터 탈북 청소년에게 비용을 다 대주었고, 한국 단체가 돈을 대는 애들은 한국에 데려오고, 미국에서 돈을 대는 애들은 미국에 데려가는 것이 원칙이라서 미국으로 보낼 예정이었다고 밝혔다. 그러나 라오스 당국에 적발된 이후 한국행으로 계획을 변경했다고 말했다. 그러나 숄티 대표는 이런 주장을 일축했다.

## 같이 보기
- 북한이탈주민